# Abrudeana
Abrudeana (cunoscută și ca abrudeanca) este un dans popular românesc din Transilvania cu ritm binar și mișcare moderată.